# راه‌آهن ایالتی صباح
راه‌آهن ایالتی صباح یک سامانه و گردانندهٔ راه‌آهن در ایالت صباح در مالزی است. این راه‌آهن تنها سامانهٔ ترابری ریلی عملیاتی در جزیرهٔ بورنئو است. این سامانه از یک خط ۱۳۴ کیلومتری تشکیل شده که از تانجونگ آرو، کوتا کینابالو آغاز شده و به تنوم در بخش داخلی ختم می‌شود. نام پیشین این سامانه، راه‌آهن بورنئوی شمالی بود.